# Consolazione ad Apollonio
La Consolazione ad Apollonio (Παραμυθητικὸς πρὸς Ἀπολλώνιον - Consolatio ad Apollonium) è un'opera che alcuni studiosi ritengono sia falsamente attribuita a Plutarco, del genere consolatorio.

## Struttura
L'autore si propone di consolare un certo Apollonio per la morte prematura del figlio, utilizzando una vastissima serie di luoghi comuni filosofici, legati sia al platonismo che all'epicureismo, oltre a presentare un'ampia messe di citazioni, specie da Omero, Pindaro e i tragici. Negli ultimi capitoli del trattatello, ispirati all'escatologia platonica della Repubblica, si conclude invitando il padre a pensare che il proprio figlio sia in cielo con gli dei, con i quali vive in armonia.

## Analisi critica
Questa lunga lettera consolatoria ad Apollonio non si trova nel Catalogo di Lampria, anche se ciò non ha un valore probante per l'autenticità.
Inoltre, si tratta, più che di un'opera filosofica, di un saggio retorico, in cui abbondano le citazioni da autori precedenti, insolitamente fitte e lunghe, oltre ad alcune incongruenze di stile non riscontrabili nelle opere sicuramente plutarchee. Si tratta, comunque, di un esercizio retorico, visto che dalla lettera non si apprende quasi nulla su Apollonio ed il suo defunto figlio, il che pare strano, visto il tocco intimo che si riscontra in una lettera simile scritta da Plutarco a sua moglie.
Alcune sorprendenti somiglianze tra la lettera e le Tusculanae disputationes di Cicerone sono senza dubbio spiegabili con la derivazione da una fonte comune, e questa fonte era senza dubbio in gran parte l'opera del filosofo accademico Crantore, che è noto come l'inventore del genere filosofico della consolatio, che aveva sviluppato uno stile proprio.